# Chaenorhinum reticulatum
Chaenorhinum reticulatum là một loài thực vật có hoa trong họ Mã đề. Loài này được Franz Speta mô tả khoa học đầu tiên năm 1980.

## Phân bố
Loài này có tại miền đông Afghanistan.